# ジョン・ドーネイ (初代ダウン子爵)
初代ダウン子爵ジョン・ドーネイ（英語: John Dawnay, 1st Viscount Downe、1625年1月25日洗礼 – 1695年10月1日）は、イングランド王国の政治家、アイルランド貴族。トーリー党に所属し、1660年から1690年までイングランド庶民院議員を務めた。

## 生涯
ジョン・ドーネイ（John Dawnay、1594年ごろ – 1630年3月15日）と妻エリザベス（Elizabeth、旧姓ハットン（Hutton、サー・リチャード・ハットンの娘）の息子として生まれ、1625年1月25日にフートン・パッグネルで洗礼を受けた。1641年にグレイ法曹院、ついでケンブリッジ大学ジーザス・カレッジに入学した。1644年に兄クリストファーとその息子トマスが相次いで死去すると、その遺産を継承した。
イングランド内戦には参加せず、1647年から1657年3月までウェスト・ライディング・オブ・ヨークシャーの治安判事を務めた後、1657年8月に再び治安判事に復帰するなどイングランド王政復古まで国政には関わらず、ヨークシャーでの官職を務めた。
1660年3月、無投票で仮議会におけるヨークシャー選挙区の代表に選出された。仮議会でコート派（宮廷派）として行動したとされ、同年6月2日に騎士爵に叙され、8月ごろにウェスト・ライディング・オブ・ヨークシャー副統監の1人に就任、1677年まで務めた。
ドーネイはポンテフラクト選挙区で多くの市民借地権を所有しており、同選挙区における最大勢力だったが、1660年の総選挙ではポンテフラクトから出馬せず、自身がヨークシャーで当確になるとジョン・ヒューリーと第4代準男爵サー・ジョージ・サヴィルへの支持を表明した。1661年イングランド総選挙でヨークシャー選挙区から退いてポンテフラクト選挙区から出馬し、再選を果たした。1661年から1679年までの騎士党議会では合計で69の委員会の委員に選ばれたが、クラレンドン法典への関わりはなかった。1677年までに野党に転じた。
1679年3月イングランド総選挙で再選した後、人身保護議会で第一次王位排除法案に賛成票を投じた。1679年10月イングランド総選挙でも再選したが、友人の初代ハリファックス伯爵（サヴィルが1679年7月に叙爵）の影響を受けて王位排除法案議会でコート派に転じた。さらにハリファックス伯爵の尽力により1681年2月19日にアイルランド貴族であるダウン子爵に叙された。
1685年イングランド総選挙を経て選出された忠誠議会では野党に属し、審査法とカトリック刑罰法の廃止に反対した。1689年仮議会では5月29日に休暇を取り、以降2度と議会に戻らなかった。1690年イングランド総選挙に出馬せず、議員を退任した。
1695年9月12日、アイルランド貴族院より1か月内に登院する命令が下されたが、期限の前である1695年10月1日にヨークシャーで死去、9日にスナスで埋葬された。息子ヘンリーが爵位を継承した。

## 家族
1645年8月4日、エリザベス・メルトン（Elizabeth Melton、1663年2月21日埋葬、サー・ジョン・メルトンの娘）と結婚、5男3女をもうけた。
1663年5月14日、ドロシー・ジョンソン（Dorothy Johnson、1633年ごろ – 1709年5月28日埋葬、ウィリアム・ジョンソンの娘）と再婚、2男1女をもうけた。
- ヘンリー（1664年6月7日洗礼 – 1741年5月21日埋葬） - 第2代ダウン子爵